# Losing My Mind
Losing My Mind è una canzone con musica e parole di Stephen Sondheim, scritta per il musical Follies del 1971. Il brano è una torch song cantata da Sally Durant Plummer, che ricorda l'amore mai veramente corrisposto per Benjamin Stone. Dorothy Collins fu la prima interprete del ruolo di Sally a Broadway e quindi anche la prima interprete della canzone. Per la sua performance è stata candidata al Tony Award alla miglior attrice protagonista in un musical. La canzone ha goduto di un grande successo al di là del musical teatrale, ed è stata cantata in concerto e incisa su disco da numerosi artisti di generi differenti.
Di grande successo è stata la versione di Liza Minnelli: la cantante incise il brano nell'album Results, prodotto dai Pet Shop Boys, e il singolo si piazzò in 6ª posizione nella classifica britannica dei singoli.